# Río Lubierre
El Lubierre es un curso de agua del norte de la península ibérica, afluente del Aragón. Discurre por el valle de Borau, en la provincia española de Huesca.

## Descripción
El río, que discurre por la provincia de Huesca, tiene su origen en la cordillera de los Pirineos, cerca del puerto de Borau. Nace en la unión de los barrancos Cálcil y Lopán, poco antes del monasterio de San Adrián de Sásave, los cuales descienden desde el pico Sayerri (2016 m). Termina desembocando en el río Aragón entre las localidades de Ascara y Abay. Aparece descrito en el décimo volumen del Diccionario geográfico-estadístico-histórico de España y sus posesiones de Ultramar de Pascual Madoz de la siguiente manera:

LUBIERRE: pequeño r. en la prov. de Huesca, part. jud. de Jaca: tiene su nacimiento en las vertientes de los puertos de Borau, y va á incorporarse al r. Aragon, por entre los pueblos de Ascara y Abay.
(Madoz, 1847, p. 407)

Perteneciente a la cuenca hidrográfica del Ebro, sus aguas terminan vertidas en el mar Mediterráneo.